# Фалькхавен, Элизабет
Элизабет Фалькхавен (швед. Elisabeth Falkhaven; 12 сентября 1955, Партилле, Швеция) — шведский политик от партии зелёных. С 2018 года является депутатом Риксдага от округа Халланд.
23 июля 2021 года взяла шефство над Александром Кордюковым, свидетелем убийства Геннадия Шутова и белорусским политическим заключённым.